# ژن R
ژن‌های R (انگلیسی: R gene) یا ژن‌های مقاوت، ژن‌هایی در ژنوم گیاهان هستند که با ترشح «پروتئینی‌های R» موجب مقاوت آنها در برابر ابتلا به بیماری می‌شوند.
رده اصلی این ژن‌ها، از یک دامین متصل‌شونده به نوکلئوتید (NB) و یک دامین غنی از توالیِ تکرارشوندهٔ لوسین (LRR) تشکیل شده‌است و بدان «NB-LRR» می‌گویند که خودش به ۲ زیرگروه «TIR-NB-LRR» و «CC-NB-LRR» تقسیم می‌شود.
به محض آنکه پروتئین‌های R، متوجهٔ حضور عامل بیماری‌زا می‌شوند، سیستم دفاعی گیاه می‌تواند علیه آن مقاوت ایجاد کند و از بروز بیماری جلوگیری نماید.
ژن‌های R را می‌توان از گیاهی به گیاه دیگر انتقال داد تا جلوی برخی بیماری‌ها و عفونت‌ها را در آن گیاهِ مقصد گرفت.